# Caput Mortuum

Le symbole alchimique du Caput mortuum

Le caput mortuum est un pigment ocre artificiel de couleur brun violacé obtenu par calcination du sulfate de fer. 
Le caput mortuum ou « tête morte » tire son étymologie latine de l'ancienne chimie, dont la signification veut dire « résidu dont on ne peut rien extraire ». Il est issu des dernières opérations faites avec de l'oxyde de fer.
C'est également le terme utilisé par les alchimistes, pour désigner les résidus après distillation sèche, qui restaient dans les cornues. On parlait aussi de chaux, chaux renvoyait alors à la nature pulvérulente et terreuse du résidu. Le terme vient de la manière qu'avaient les alchimistes de nommer les produits quelconques de leurs opérations à l'aune des parties du corps humain: tout ce qui se volatilisait dans les distillations était un esprit en général et lorsque la matière mise en distillation avait perdu toute sa partie volatile elle était comme un corps sans âme. C’était pour ainsi dire une tête humaine d'où les esprits s'étaient envolés à l'instant de la mort. De là l'expression de « caput mortuum ». Le caput mortuum était un des principes des anciens chimistes ou plutôt un des cinq produits des anciennes analyses chimiques. Ces cinq produits étaient l'esprit ou mercure, le phlegme, l'huile ou soufre, le sel et la terre damnée, caput mortuum.
Chez les romains le caput mortuum est le résidu de la calcination du sulfate de fer, technique que l'on retrouve décrite plus tard dans le traité de  Lomazzo (1584). Au Moyen Âge, il désigne l'oxyde de fer calciné par la couperose ou vitriol vert.
Dans le traité de Turquet de Mayernne (1628) il est décrit comme « le résidu de l'eau forte ou "caput mortuum", le terme est utilisé pour décrire l'oxyde de fer résiduel, sous-produit de l'acide sulfurique. »
On trouve cette couleur sous le nom de colcotar, ou colcothar (de vitriol), rouge d'Angleterre, rouge indien artificiel, rouge de Venise, rouge de Mars.
Un temps disparu, le nom de caput mortuum semble revenir en usage sur les nuanciers des fabricants : Winsor et Newton (aquarelle, pastel), Schmincke (huile, pastel), Sennelier (huile, aquarelle) et Talens (huile, pastel) proposent un Violet Caput Mortuum, à base d'oxyde de fer synthétique (PR101), variante plus brune du violet de Mars. 
Il est obtenu généralement à partir du PR 101 ou oxyde de fer rouge de synthèse.
Le caput mortuum a été utilisé pour le polissage des lentilles et des miroirs.

## Dans la littérature
Caput Mortuum est un poème de Marc Vaillancourt publié dans le recueil Almageste.